# Humphry Davy

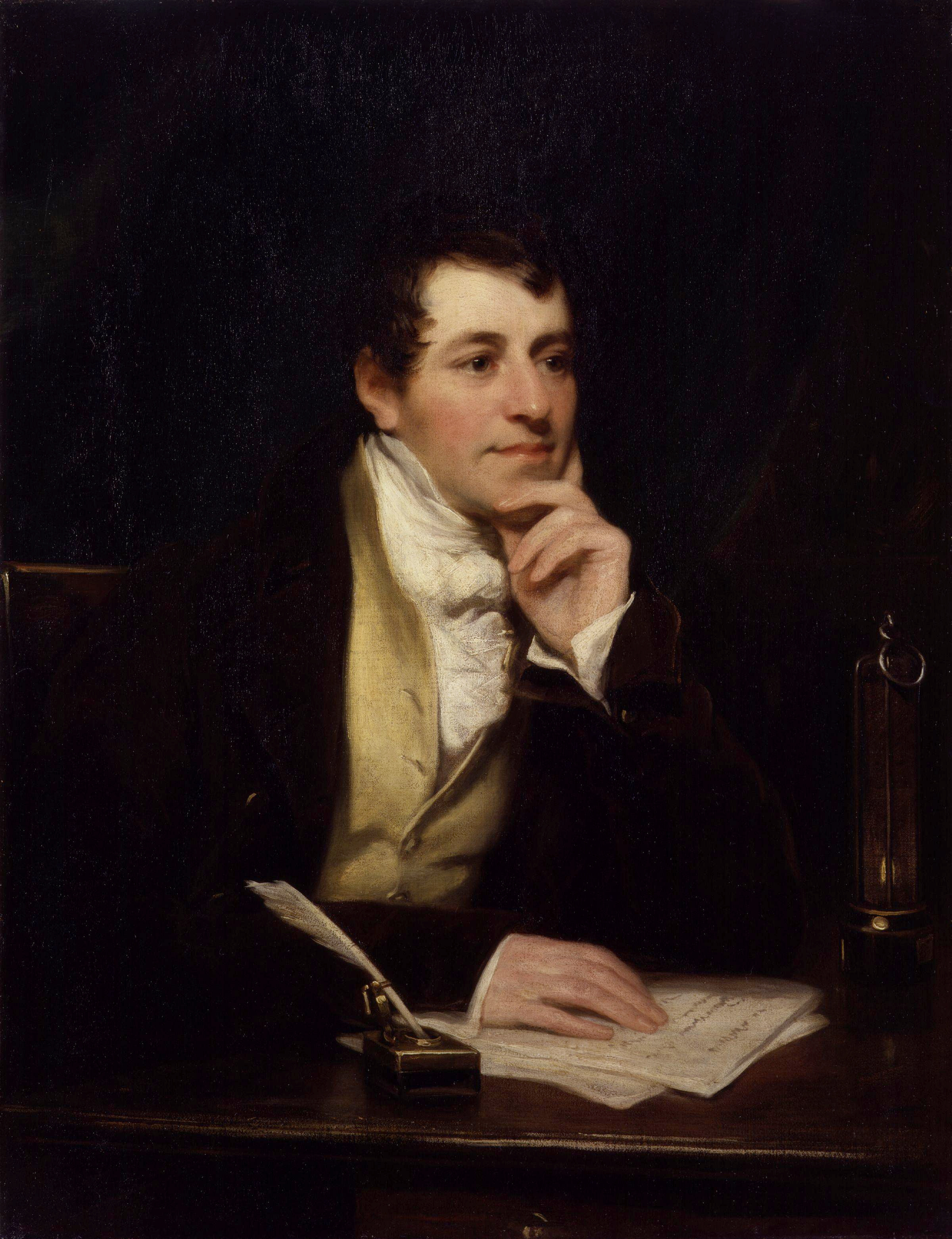
Humphry Davy auf einem Gemälde von Thomas Phillips (1770–1845) aus dem Jahr 1821

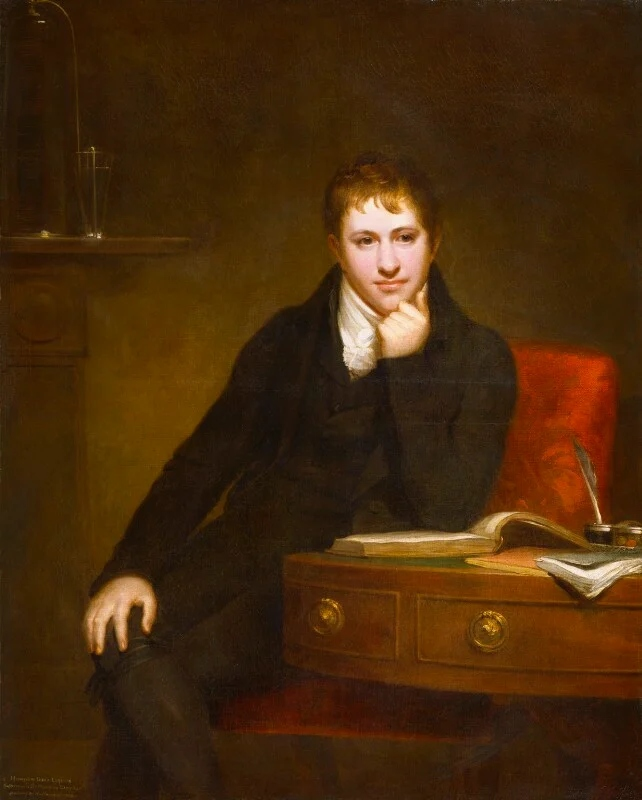
Humphry Davy auf einem Gemälde von Henry Howard aus dem Jahr 1803

Sir Humphry Davy, 1. Baronet (mitunter falsch „Humphrey“ geschrieben; * 17. Dezember 1778 in Penzance, Cornwall, England; † 29. Mai 1829 in Genf) war ein englischer Naturforscher, vor allem Chemiker, sowie Schriftsteller und ist unter anderem bekannt für die Entdeckung der schmerzlindernden Wirkung von Lachgas. Von 1802 bis 1812 wirkte er als Professor für Chemie an der Royal Institution in London. Davy erkannte Chlor als eigenständiges Element und damit, dass Wasserstoff, nicht Sauerstoff, Säuren ihre speziellen chemischen Eigenschaften verleiht. Durch Elektrolyse geschmolzener Alkalien gelang es ihm erstmals, die Elemente Natrium, Kalium, Barium, Strontium, Calcium und Magnesium darzustellen. Er gehört damit zu den Wegbereitern der modernen Elektrochemie. Er experimentierte mit glühenden elektrischen Drähten und gilt als Erfinder der Bogenlampe.

## Leben
Davy war Sohn eines Holzschnitzers und ging zunächst bei einem Chirurgen und Apotheker seines Heimatortes in die Lehre (1794). Als Autodidakt eignete er sich auf den Gebieten der Chemie und Physik ein umfassendes Wissen an. Bei einem Versuch konnte er nachweisen, dass Wärme nichts Materielles ist. Nachdem ihn Thomas Beddoes im Januar 1798 kennengelernt hatte, bekam er durch diesen eine Anstellung in dem von Beddoes gegründeten „Pneumatischen Institut“ in Clifton bei Bristol. Das Institut untersuchte die Heilwirkungen von Gasen, viele der untersuchten Gase waren jedoch sehr giftig. Bei Experimenten im Laboratorium in Bristol entdeckte er in zwischen 1795 und 1798 durchgeführten Selbstversuchen die berauschende bzw. euphorisierende und schmerzstillende bzw. schmerzlindernde (analgetische) Wirkung von Lachgas, das er zur Behandlung von Zahnschmerzen verwendete. In seiner 1800 publizierten Schilderung der damals zu gesellschaftlichen Belustigungen eingesetzten Lachgaswirkung empfahl er es auch zur Anwendung bei chirurgischen Operationen. Er schrieb: „Da Lachgas in seiner umfassenden Wirkung in der Lage zu sein scheint, körperliche Schmerzen aufzuheben, kann es wahrscheinlich vorteilhaft bei solchen chirurgischen Eingriffen verwendet werden, bei denen es zu keiner großen Blutung kommt.“ Doch diese Idee wurde seinerzeit nicht weiterfolgt (erst Horace Wells führte 1844 Lachgas in die chirurgische Anästhesie ein). Im Jahr 1798 wurde Davy von Beddoes mit der Leitung des „Pneumatischen Instituts“ beauftragt.
Von 1802 bis 1812 wirkte Davy als Professor für Chemie an der Royal Institution in London. Hier hielt er öffentliche Experimental-Vorlesungen über Chemie und Agrikulturchemie. Davy interessierte sich sehr bald für die Voltasche Säule und elektrolytische Erscheinungen. Im November 1807 wurde Davy schwer krank und konnte erst im März 1808 wieder Vorlesungen halten.
Um seinen Forscherpreis in Elektrochemie entgegenzunehmen, erhielt er eine Einreiseerlaubnis von Napoleon nach Frankreich und kam dort mit André-Marie Ampère in Kontakt.
Nach Erhebung in den Adelsstand im Jahr 1812 verzichtete Davy auf seine Professur an der Royal Institution; seine Nachfolger wurden William Thomas Brande und später Michael Faraday.
Von 1813 bis 1815 unternahm er mit Faraday als Amanuensis mit Erlaubnis der französischen Regierung eine Reise durch Kontinentaleuropa.
Von 1820 bis 1827 war er Präsident der Royal Society. In dieser Funktion gehörte er damals zu den einflussreichsten Wissenschaftlern in England, jedoch war seine Gesundheit in dieser Phase bereits schwer geschädigt. Die Vielzahl seiner Experimente, Verpflichtungen und die eingeatmeten Giftstoffe hatten frühzeitig seiner Gesundheit sehr geschadet.
Davy verbrachte die letzten Monate seines Lebens damit, Consolations in Travel zu schreiben, ein Kompendium aus Gedichten und Gedanken zu Wissenschaft und Philosophie. Das posthum veröffentlichte Werk wurde mehrere Jahrzehnte lang zu einem festen Bestandteil sowohl wissenschaftlicher als auch familiärer Bibliotheken Großbritanniens. Davy verbrachte den Winter in Rom und jagte an seinem fünfzigsten Geburtstag in der Campagna. Doch am 20. Februar 1829 erlitt er erneut einen Schlaganfall. Nachdem Davy viele Monate lang versucht hatte, sich zu erholen, starb er am 29. Mai 1829 in einem Zimmer im „L’Hôtel de la Couronne“ in der Rue du Rhône. Ein Anhang zu seinem Testament enthielt seine letzten Wünsche: dass es keine Obduktion gibt, dass er dort begraben wird, wo er gestorben ist, und dass zwischen beiden eine Pause eingelegt werden muss, um sicherzustellen, dass er nicht nur im Koma liegt. Doch die Verordnungen der Stadt ließen eine solche Frist nicht zu und seine Beerdigung fand am darauffolgenden Montag, dem 1. Juni, auf dem Plainpalais-Friedhof außerhalb der Stadtmauern statt.

## Wissenschaftliches Werk
Davy war ein herausragender Chemiker in der ersten Hälfte des 19. Jahrhunderts. Als einer der ersten verwendete er elektrischen Strom aus der Voltaschen Säule für chemische Experimente. Davy begründete die Entstehung von Säuren und Basen bei der Elektrolyse mit der Anwesenheit von Salzen oder Verunreinigungen. In reinem Wasser blieb bei seinen Versuchen die Bildung von Säuren und Basen aus. Er untersuchte auch die Wanderungsgeschwindigkeit der Ionen von Säuren und Basen bei einer Elektrolyse.
Natrium, Kalium
Bislang war angenommen worden, dass Alkali-Salze unzerlegbar und elementar seien.
Davy konnte mittels der Voltaschen Säule Natriumhydroxid und Kaliumhydroxid mit einer Schmelzflusselektrolyse in die metallischen Elemente Natrium und Kalium überführen.
Die neuen Elemente Chlor, Brom, Iod, Fluor – sauerstofffreie Säuren, Wasserstoffsäuren
Durch Elektrolyse von Kochsalzlösung hatte er das Chlor isoliert, mit Wasserstoff reagierte das Chlor zu Chlorwasserstoff. Nach Claude-Louis Berthollet und Antoine Lavoisier sollten alle Säuren, auch die Salzsäure, Sauerstoff (daher der Name des Elementes) enthalten.
Davy, Gay-Lussac und Thenard untersuchten den Chlorwasserstoff mit starken Reduktionsmitteln. Sie konnten im Gas aber keinen Sauerstoff nachweisen.
Davy postulierte, dass Chlorgas ein chemisches Element sei und kein zusammengesetzter Stoff. Gay-Lussac und Thenard waren auch bald von der Richtigkeit dieser Annahme überzeugt. Auch Iod, Brom und Chlor wurden als neue Elemente erkannt.
Davy erkannte nun den Wasserstoff und nicht den Sauerstoff als wesentliches Merkmal aller Säuren. Eine ähnliche Auffassung trug Pierre Louis Dulong (1785–1838) im Jahre 1815, fast zeitgleich, vor.
Erdalkalimetalle, Sonstiges

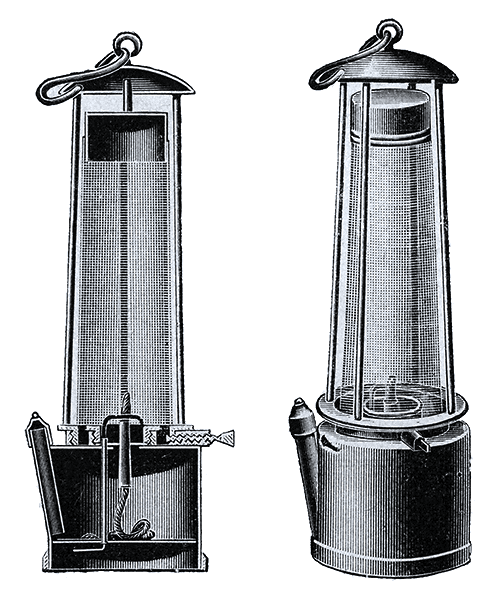
Grubenlampe, nach Davy (Davysche Sicherheitslampe)

Durch Elektrolyse geschmolzener Erd-Alkalien gelang es ihm, die Elemente Barium, Strontium, Calcium und Magnesium darzustellen. Davy gehört damit zu den Wegbereitern der modernen Elektrochemie. Außerdem schuf er die chemischen Voraussetzungen für die spätere Fotografie. Er entdeckte unter anderem das lichtempfindliche Silberiodid. Davy entdeckte ferner das Phosphortrichlorid, das Phosphorpentachlorid und das Chlordioxid.
Zu seinen wichtigsten technischen Erfindungen gehörte eine zum Anzeigen von Schlagwetter im Bergbau benutzte Grubenlampe (Davysche Sicherheitslampe); er befasste sich auch mit elektrisch betriebenen Lampen: 1802 leitete er Strom durch einen Platinfaden und brachte diesen zum Glühen. 1809 entwickelte er eine erste Bogenlampe (siehe auch: Aphlogistische Lampe).
Er fand eine Methode, das Kupfer auf Segelschiffen gegen Verwitterung zu schützen (durch Anbringung eines Zinkbleches, siehe auch Opferanode). Davy hat jedoch niemals ein Patent angemeldet.
Davy berechnete auch die Zahl der Sauerstoffatome in der Atmosphäre. Nach seinen Berechnungen war der Vorrat so groß, dass eine Milliarde Menschen – ohne Photosynthese – mehrere Millionen Jahre genügend Sauerstoff zur Atmung gehabt hätten.
Davy hat Michael Faraday zunächst als Assistenten in der Royal Institution eingestellt und somit dessen wissenschaftliche Karriere ermöglicht.
Bedeutsam für die Landbauforschung waren seine Londoner Experimentalvorlesungen über Agrikulturchemie, in denen er das gesamte Wissen auf diesem Gebiet kritisch zusammengefasst hat. Der Text dieser Vorlesungen wurde 1813 als Buch unter dem Titel Elements of Agricultural Chemistry veröffentlicht. Besonders die bereits ein Jahr später erschienene deutschsprachige Ausgabe hat zahlreiche Wissenschaftler in Deutschland angeregt, Methoden und Fragestellungen der jungen Agrikulturchemie stärker in die traditionelle Landbauforschung zu integrieren.
1807 wurde ihm durch die mathematisch-physikalische Klasse des französischen National-Instituts der von Napoleon Bonaparte ausgesetzte Galvanische Preis von 3000 Francs zuerkannt.
Davy beherrschte mehrere europäische Sprachen, liebte die schöngeistige Literatur und betätigte sich selbst als Dichter.

## Davy als Schriftsteller
Davy schrieb über 160 Gedichte, die als Manuskript in seinen persönlichen Notizbüchern erhalten geblieben sind. Das erste, The Sons of Genius, stammt von 1795. Die meisten blieben zu Lebzeiten unveröffentlicht und wurden nur Freunden mitgeteilt, acht seiner bekannten Gedichte wurden veröffentlicht. Die Gedichte behandeln so unterschiedliche Themen wie Metaphysik, Geologie, natürliche Theologie und Chemie. Die letzten Gedichte kreisen um Tod und Unsterblichkeit.
Von Davy stammen auch zwei längere Prosabände über Natur und philosophische Themen, Salmonia: Days of Fly Fishing (1828, ein neuntägiger Dialog über das Fliegenfischen) und Consolations in travel, or The last days of a philosopher (1832), an dem er die letzten Monate seines Lebens arbeitete. Beide wurden auch ins Deutsche übersetzt.

## Ehrungen

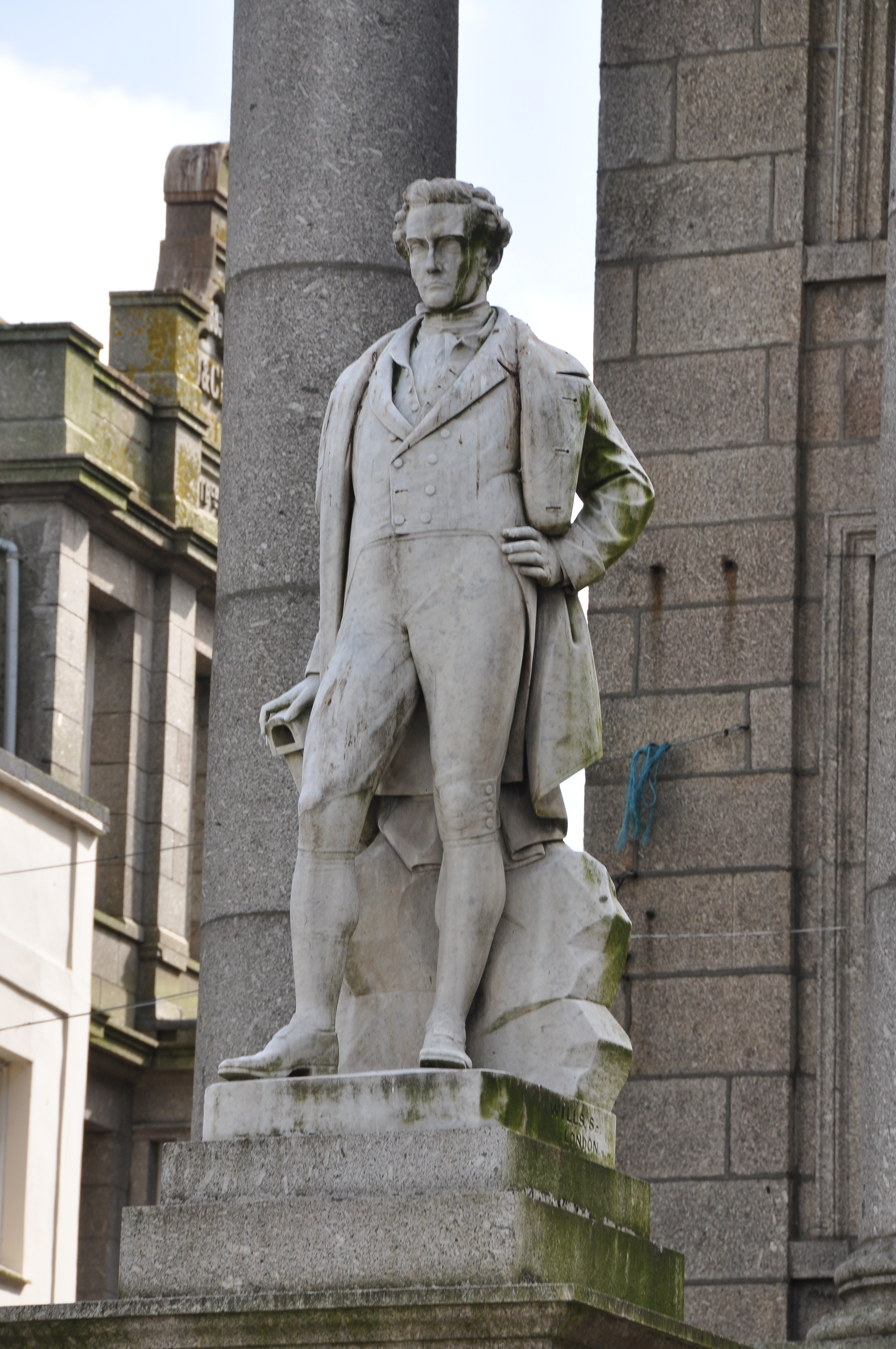
Denkmal in Penzance

1812 wurde er zum Ritter geschlagen. Am 20. Oktober 1818 wurde ihm der erbliche Adelstitel Baronet, of Grosvenor Street, in the Parish of Saint George, Hanover-Square, in the County of Middlesex, verliehen. Da er kinderlos blieb, erlosch dieser Titel bei seinem Tod 1829. 1803 wurde er als Fellow in die Royal Society gewählt, die ihm 1805 die Copley-Medaille, 1816 die Rumford-Medaille und 1827 die Royal Medal verlieh. 1808 wurde er Fellow der Royal Society of Edinburgh. Seit 1810 war er gewähltes Mitglied der American Philosophical Society. 1813 wurde er in die Académie des sciences, 1820 in die Bayerische Akademie der Wissenschaften, 1822 in die American Academy of Arts and Sciences und 1823 in die Göttinger Akademie der Wissenschaften gewählt. Seit 1827 war er Ehrenmitglied der Russischen Akademie der Wissenschaften in St. Petersburg.
In seinem Geburtsort erinnert im Stadtzentrum eine Statue an ihn. In der Partnerstadt Cuxhaven wurde eine Straße nach Davy benannt. Der Mondkrater Davy ist nach ihm benannt.

## Schriften
Englische Ausgaben
- Elements of Agricultural Chemistry, in a Course of Lectures for the Board of Agriculture. London 1813.
- Consolations in Travel oder The Last Days of a Philosopher. John Murray, London 1830 (books.google.de).
- Researches, Chemical and Philosophical, chiefly concerning Nitrous Oxide, or dephlogisticated Nitrous Air, and its Respiration.  Printed for J. Johnson … by Biggs and Cottle, London 1800.(Digitalisat)
- John Davy (Hrsg.): The Collected Works of Humphry Davy. 9 Bände, Smith, Elder & Co., London 1839–1840.
  - Band 1: Memoirs of the Life of Sir Humphry Davy. 1839 (archive.org).
  - Band 2: Early miscellaneous papers from 1799 to 1805, with an introductory lecture and outlines of lectures on chemistry, delivered in 1802, and 1804. 1839 (books.google.de).
  - Band 3: Researches, chemical and philosophical, chiefly concerning nitrous oxyde, or dephlogisticated nitrous air, and its respiration. 1839 (books.google.de).
  - Band 4: Elements of Chemical Philosophy. 1840 (archive.org).
  - Band 5: Bakerian Lectures and Miscellaneous Papers from 1806 to 1815. 1840 (archive.org).
  - Band 6: Miscellaneous Papers and Researches, especially on the Safety-Lamp, and Flame, and on the Protection of the Copper Sheathing of Ships, from 1815 to 1828. 1840 (books.google.de).
  - Band 7: Discourses delivered before the Royal Society: Elements of Agricultural Chemistry, Part I. 1840 (archive.org).
  - Band 8: Elements of Agricultural Chemistry, Part II / Miscellaneous lectures and extracts from lectures. 1840 (books.google.de).
  - Band 9: Salmonia, or Days of fly-fishing / Consolation in travel, or The last days of a philosopher. 1840 (archive.org).
- On Geology. The 1805 Lectures for the General Audience. University of Wisconsin Press, 1980.

Deutsche Ausgaben
- Elemente der Agrikultur-Chemie in einer Reihe von Vorlesungen gehalten vor der Gesellschaft zur Beförderung des Ackerbaues. Aus dem Englischen übersetzt von Friedrich Wolff, mit Anmerkungen und einer Vorrede begleitet von dem Königlich Preußischen Staatsrath Albrecht Thaer. Berlin 1814.
- Sir Humphry Davy's Tröstende Bemerkungen auf Reisen, oder die letzten Tage eines Naturforschers. Schrag. Nürnberg 1833 (Digitalisat)
- Salmonia oder neun Angeltage. Unterhaltungen über naturgeschichtliche und verwandte Gegenstände, insbesondere über Fische aus dem Salmengeschlecht. Deutsch bearbeitet von D. Karl Neubert. Leipzig 1840.
- Electrochemische Untersuchungen (1806–1807). Vorgelesen in der königl. Societät zu London als Bakerian Lecture am 20. November 1806 und am 19. November 1807. Leipzig 1893 (= Ostwalds Klassiker der exakten Wissenschaften. Band 45).
- Über die Sicherheitslampe. Abhandlungen zur Verhütung von Explosionen in Gruben, gasbeleuchteten Häusern, Spritlagern oder Schiffsräumen u.dgl. Mit einigen Untersuchungen über die Flamme. Leipzig 1937 (= Ostwald’s Klassiker der exakten Wissenschaften, Nr. 242).